# Liste der Kulturdenkmale im Landkreis Schmalkalden-Meiningen

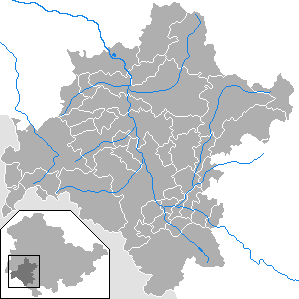
Aufteilung des Landkreises in einzelne Gemeinden

Wappen des Landkreises

Die Liste der Kulturdenkmale im Landkreis Schmalkalden-Meiningen listet die Kulturdenkmale im südthüringischen Landkreis Schmalkalden-Meiningen, aufgelistet nach einzelnen Gemeinden. Die Angaben in den einzelnen Listen ersetzen nicht die rechtsverbindliche Auskunft der zuständigen Denkmalschutzbehörde.

## Aufteilung
Wegen der großen Anzahl von Kulturdenkmalen im Landkreis Schmalkalden-Meiningen ist diese Liste in Teillisten nach den Städten und Gemeinden aufgeteilt.
| Stadt/Gemeinde          | Karte | Kulturdenkmale                            | Bild eines Denkmals                    |
| ----------------------- | ----- | ----------------------------------------- | -------------------------------------- |
| Belrieth                |       | Kulturdenkmale in Belrieth                | Teil der Gutsanlage                    |
| Birx                    |       | Kulturdenkmale in Birx                    | Ehemalige Grenzanlage                  |
| Breitungen/Werra        |       | Kulturdenkmale in Breitungen/Werra        | Klosterkirche Breitungen               |
| Brotterode-Trusetal     |       | Kulturdenkmale in Brotterode-Trusetal     | Ehemalige Arztvilla                    |
| Christes                |       | Kulturdenkmale in Christes                | Kirche in Christes                     |
| Dillstädt               |       | Kulturdenkmale in Dillstädt               | Kirche Dillstädt                       |
| Einhausen               |       | Kulturdenkmale in Einhausen               | Werrabrücke                            |
| Ellingshausen           |       | Kulturdenkmale in Ellingshausen           | Bakuninhütte                           |
| Erbenhausen             |       | Kulturdenkmale in Erbenhausen             | Eisenacher Haus                        |
| Fambach                 |       | Kulturdenkmale in Fambach                 | Pforte zum Schloss                     |
| Floh-Seligenthal        |       | Kulturdenkmale in Floh-Seligenthal        | Gothaische Kirche in Kleinschmalkalden |
| Frankenheim/Rhön        |       | Kulturdenkmale in Frankenheim/Rhön        | Peter- und Paul-Kirche                 |
| Friedelshausen          |       | Kulturdenkmale in Friedelshausen          | Dorfkirche                             |
| Grabfeld                |       | Kulturdenkmale in Grabfeld                | Fachwerkhaus                           |
| Kaltennordheim          |       | Kulturdenkmale in Kaltennordheim          | Teil des Schlosses                     |
| Kühndorf                |       | Kulturdenkmale in Kühndorf                | Burg Kühndorf                          |
| Leutersdorf             |       | Kulturdenkmale in Leutersdorf             | Gasthaus                               |
| Mehmels                 |       | Kulturdenkmale in Mehmels                 | Gemeindeamt                            |
| Meiningen               |       | Kulturdenkmale in Meiningen               | Heinrichsbrunnen                       |
| Neubrunn                |       | Kulturdenkmale in Neubrunn                | Fachwerkhaus                           |
| Oberhof                 |       | Kulturdenkmale in Oberhof                 | Bahnhof Oberhof (Thür)                 |
| Obermaßfeld-Grimmenthal |       | Kulturdenkmale in Obermaßfeld-Grimmenthal | Kirchenburg                            |
| Oberweid                |       | Kulturdenkmale in Oberweid                |                                        |
| Rhönblick               |       | Kulturdenkmale in Rhönblick               | Rotes Schloss                          |
| Rippershausen           |       | Kulturdenkmale in Rippershausen           |                                        |
| Ritschenhausen          |       | Kulturdenkmale in Ritschenhausen          | Pfarrhaus                              |
| Rohr                    |       | Kulturdenkmale in Rohr                    |                                        |
| Rosa                    |       | Kulturdenkmale in Rosa                    | Schule                                 |
| Roßdorf                 |       | Kulturdenkmale in Roßdorf                 |                                        |
| Schmalkalden            |       | Kulturdenkmale in Schmalkalden            | Pulverturm                             |
| Schwallungen            |       | Kulturdenkmale in Schwallungen            |                                        |
| Schwarza                |       | Kulturdenkmale in Schwarza                | Schwarzabrücke                         |
| Steinbach-Hallenberg    |       | Kulturdenkmale in Steinbach-Hallenberg    |                                        |
| Untermaßfeld            |       | Kulturdenkmale in Untermaßfeld            | Werrabrücke                            |
| Utendorf                |       | Kulturdenkmale in Utendorf                |                                        |
| Vachdorf                |       | Kulturdenkmale in Vachdorf                | Kirchenburganlage                      |
| Wasungen                |       | Kulturdenkmale in Wasungen                |                                        |
| Zella-Mehlis            |       | Kulturdenkmale in Zella-Mehlis            | Rathaus                                |